# Giovanni Rector
Giovanni Rector (født 27. januar 1982)er en sydafrikansk fodboldspiller som Brøndby IF erhvervede sig efter starten på 06/07 sæsonen i Superligaen, da klubben stod overfor et stort angrebsproblem, da både Morten "Duncan" Rasmussen og Peguero Jean Philippe blev langtidsskadet.
Rector har tidligere spillet i følgende klubber: FC Fortune, Excelsior Mouscron & Ajax Cape Town. Han var i august 2005 til prøvetræning hos Bolton Wanderers under træner Sam Allardyce.
Rector fik d. 1. juni 2007 ophævet sin kontrakt med Brøndby IF. Han rejste herefter hjem til sit hjemland Sydafrika. 